# Sabaneta, Ignacio de la Llave
Sabaneta är en ort i Mexiko.   Den ligger i kommunen Ignacio de la Llave och delstaten Veracruz, i den sydöstra delen av landet, 300 km öster om huvudstaden Mexico City. Sabaneta ligger 11 meter över havet och antalet invånare är 293.
Terrängen runt Sabaneta är mycket platt. Runt Sabaneta är det ganska tätbefolkat, med 72 invånare per kvadratkilometer. Närmaste större samhälle är Tlalixcoyan, 13,9 km nordväst om Sabaneta. Omgivningarna runt Sabaneta är en mosaik av jordbruksmark och naturlig växtlighet.